# Franco Barbieri
Franco Barbieri (Vicenza, 20 ottobre 1922 – Vicenza, 28 luglio 2016) è stato un critico d'arte italiano.
Studioso d'arte riconosciuto a livello internazionale, membro dell'Accademia olimpica di Vicenza dal 1962, si produsse in ruoli diversi, da quello del ricercatore a quello del maestro ed educatore per generazioni di giovani a Vicenza, Macerata e Milano.

## Biografia
Negli anni quaranta del Novecento conseguì la laurea in lettere presso l'Università di Padova, dove si specializzò  in storia dell'arte.
Dopo alcuni anni di insegnamento nei Liceo ginnasio Antonio Pigafetta di Vicenza e Liceo ginnasio statale Scipione Maffei di Verona, divenne ordinario di storia dell'arte medievale e moderna all'Università di Macerata e alla Statale di Milano, ateneo del quale fu professore emerito fino alla morte.
Fu membro dell'Accademia Olimpica di Vicenza e dell'Accademia dei Catenati di Macerata, membro del consiglio scientifico del Centro internazionale di studi di architettura Andrea Palladio, del Comitato nazionale per la pubblicazione degli Scritti di Antonio Canova e del Comitato nazionale per le celebrazioni del quinto centenario della nascita di Andrea Palladio.
Nei suoi studi si dedicò in particolare all'arte veneta nelle sue espressioni tra il Rinascimento e il Neoclassicismo, con particolare riguardo all'architettura di Andrea Palladio e specialmente di Vincenzo Scamozzi del quale redasse la prima moderna monografia cui aggiunse via via ulteriori frequenti interventi, la pubblicazione dell'inedito Taccuino di viaggio 1600, l'organizzazione della mostra Vincenzo Scamozzi 1548-1616 a Vicenza negli anni 2003-2004 e la cura del relativo catalogo.
Produsse un'estesa bibliografia di cui una consistente parte fu dedicata a Vicenza, tanto da farlo considerare lo storico che più di ogni altro ha scritto sul patrimonio artistico e architettonico della città. Tra le sue opere il primo Catalogo scientifico dei dipinti e delle sculture del Museo Civico di Vicenza, saggi e interventi su artisti e monumenti della città e della provincia (celebre la sua monografia sulla Basilica Palladiana), indagini e contributi sull'architettura, la pittura e la scultura venete dal Quattrocento all'Ottocento.
In quest'ambito pose particolare attenzione agli illuministi, ai neoclassici e ad Antonio Canova, ma specifici studi furono da lui dedicati anche ad altre personalità e testimonianze più o meno note dell'arte veneta, con approfondimenti pure in materia di archeologia industriale e di produzione liberty.
Tra le sue ultime opere editoriali è da citare Vicenza: la cinta murata, pubblicata nel 2011 per iniziativa congiunta del Comune di Vicenza, Italia Nostra e UNESCO.
Numerosi i riconoscimenti ricevuti nel corso della carriera professionale e di alto livello; tra essi anche quelli di Fellow of the Royal Society of Arts di Londra e di Cavaliere dell'Ordine di San Gregorio Magno. Fu insignito della Medaglia d'oro dei Cittadini benemeriti del Comune di Vicenza e ricevette il Premio Villa Veneta nel 2004.

## Opere principali
- Gli affreschi della Badia di Sant'Agostino, Vicenza, Tip. Rumor, 1956
- L'antica Badia di Santa Maria Etiopissa: l'altare e le statue settecentesche, in Polegge, vol. I, Comunita parrocchiale, 1997
- Illuministi e neoclassici a Vicenza, Vicenza, Accademia Olimpica, 1972.
- Archeologia industriale nel Veneto: dall'opificio di Nicolò Tron (1726 ca.) alla Fabbrica alta di Alessandro Rossi (1862), Firenze, La Nuova Italia Scientifica, 1979
- Le architetture del monastero, in La Basilica dei Santi Felice e Fortunato, Vicenza, Editrice G. Rumor, 1980
- Cartografia e immagini di Vicenza cinquecentesca e palladiana, Vicenza, Collana Carnet del turista (E.P.T.), Tip. Rumor, 1980.
- Vicenza gotica: il sacro, Vicenza, Collana Carnet del turista (E.P.T.), Tip. Rumor, 1982.
- Tra Neopalladianesimo e Neoclassicismo, in Storia di Vicenza, IV/2, L'Età contemporanea, Vicenza, Neri Pozza editore, 1989.
- Franco Barbieri e Mario Michelon, Palazzo Trissino al Duomo - Scamozzi a Vicenza, Vicenza, Angelo Colla editore, 1989.
- Architetture palladiane: dalla pratica del cantiere alle immagini del Trattato, Vicenza, Neri Pozza Editore, 1992
- Franco Barbieri e Renato Cevese, Vicenza, ritratto di una città, Vicenza, Angelo Colla editore, 2004, ISBN 88-900990-7-0.
- Franco Barbieri e Mario Michelon, Palazzo Trissino Baston, sede municipale, Vicenza, 2005.
- Vicenza: la cinta murata, 'Forma urbis', Vicenza, Ufficio Unesco del Comune di Vicenza, 2011.